# Étienne-Louis Boullée
Étienne-Louis Boullée (Paris, 12 de fevereiro de 1728 – Paris, 4 de fevereiro de 1799) foi um visionário arquiteto neoclássico francês, que teve grande influência em sua geração.

## Biografia

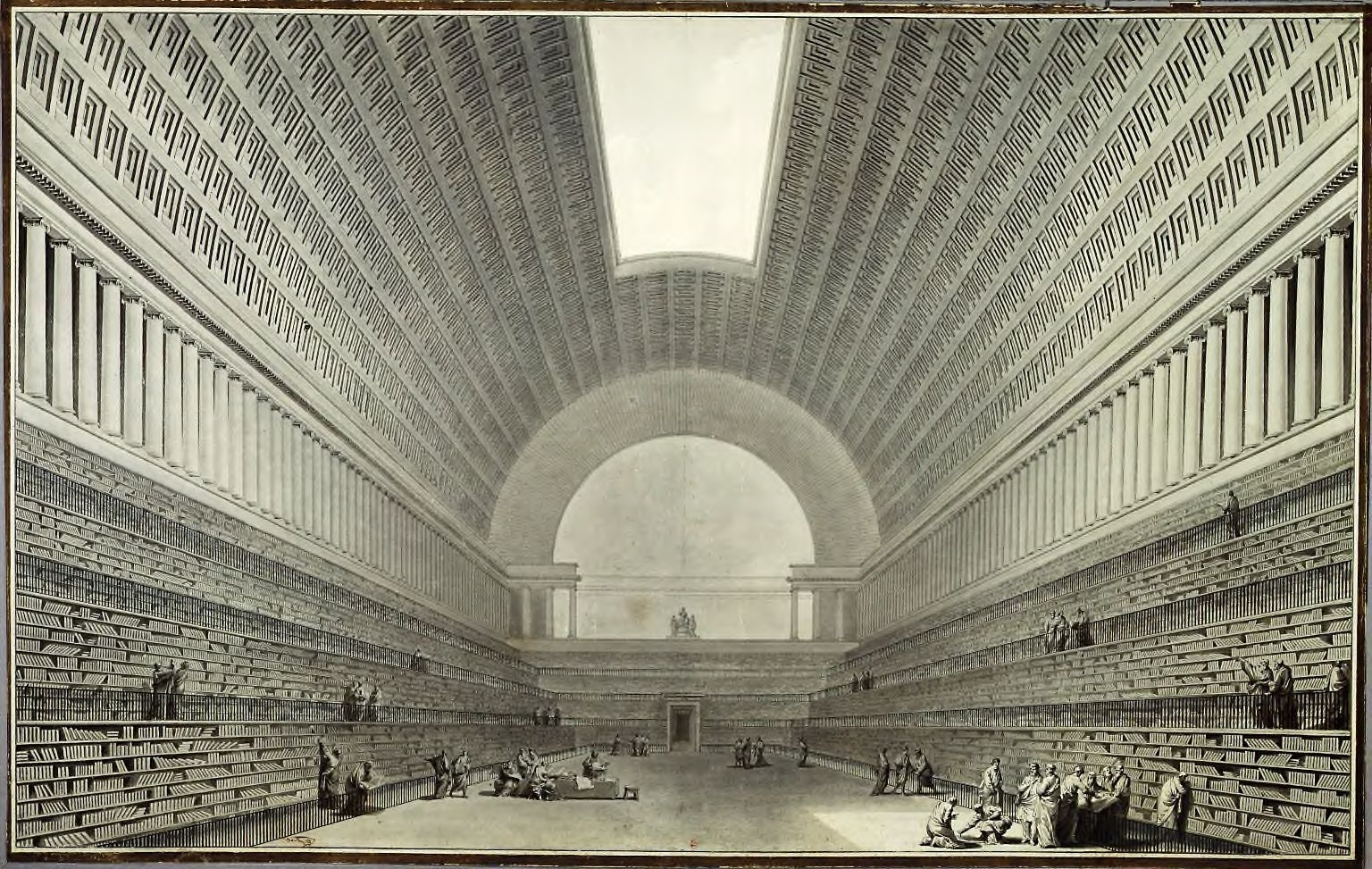
Boullée, Deuxieme projet pour la Bibliothèque du Roi (1785)

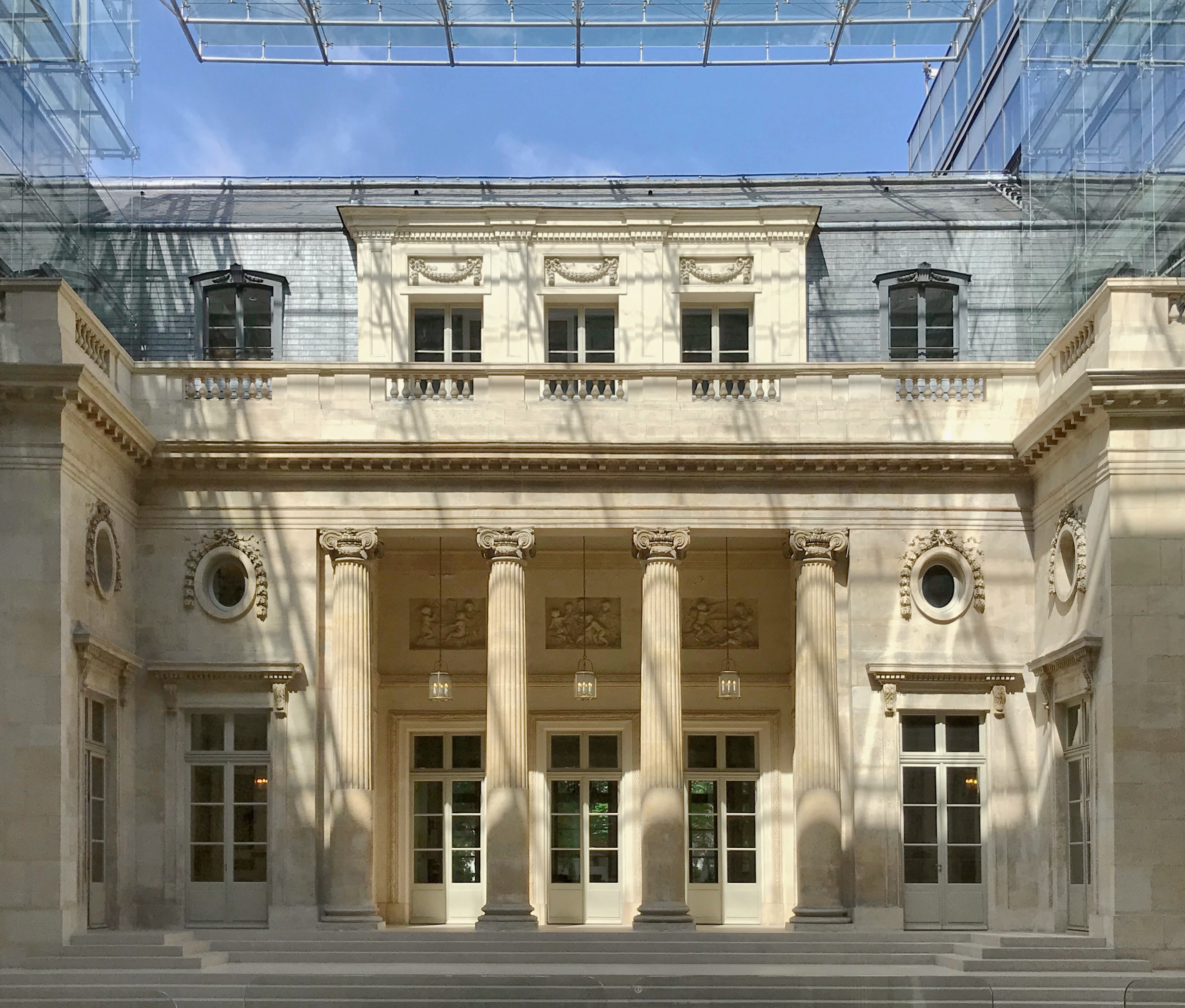
Hôtel Alexandre in 2019

A arte esteve presente desde a infância de Étienne-Louis Boullée, seu pai arquiteto o influenciou a seguir a profissão. Para ele ser arquiteto, era fundamentalmente ser um artista livre e que possui assim o poder de expressá-la de acordo com seus sentimentos e suas vontades. Diferente dos arquitetos da época, Boullée não fez viagens para Roma, para estudar sua arquitetura, pois esses ideais clássicos estavam em contraposto dos seus pensamentos progressistas e utópicos. Sua arquitetura visionaria era baseada no uso das formas, da luz e da proporção, trazendo-a para o mundo humano e real, não mais utilizando de um sentido místico e de simbologias religiosas.

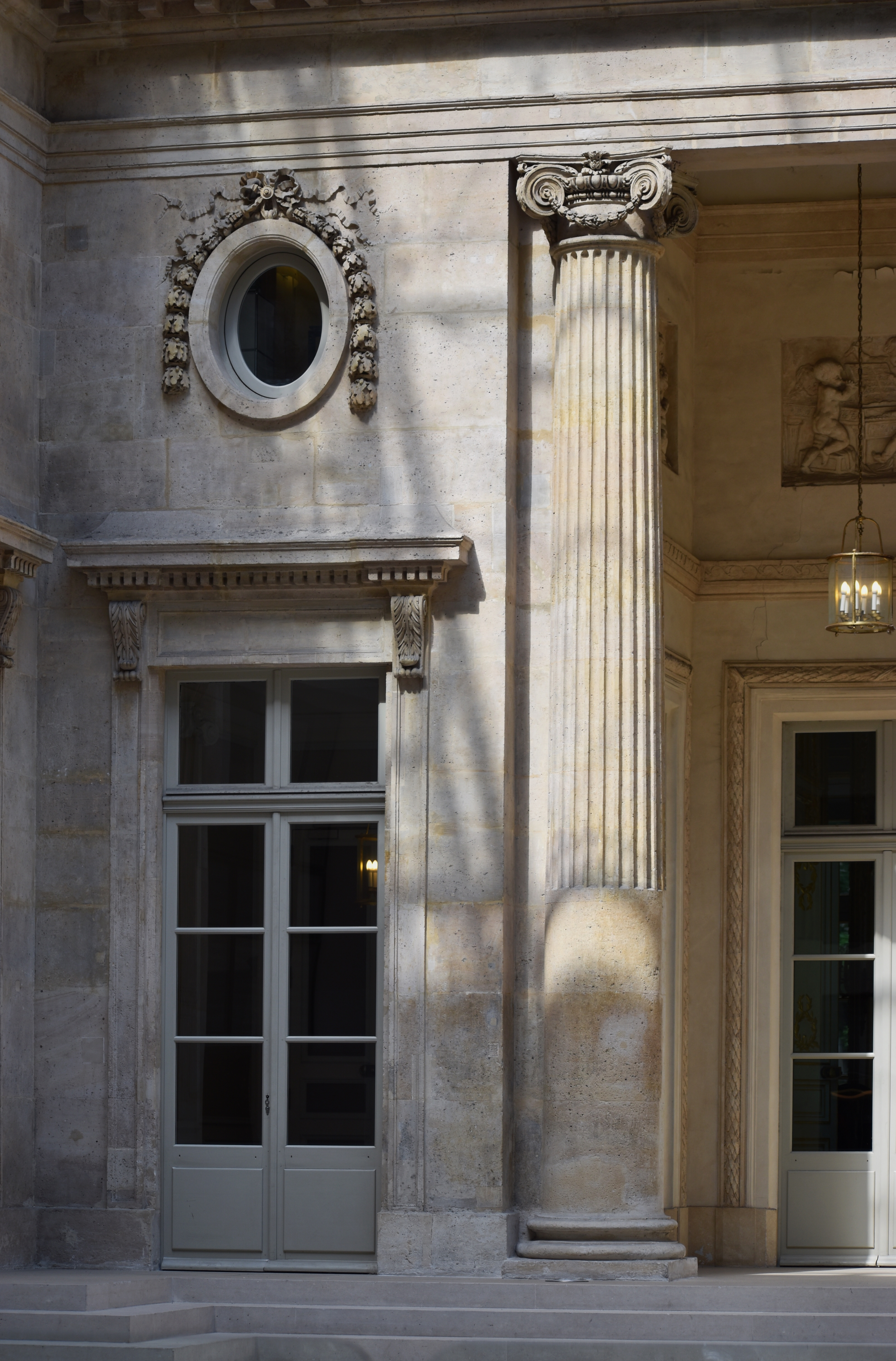
Detalhe da fachada do Hôtel Alexandre

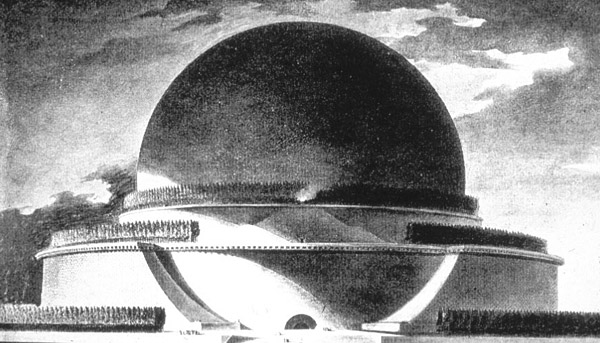
Boullée, Cénotaphe à Newton (1784)

Boullée estudou com Jacques-François Blondel, Germain Boffrand e Jean-Laurent Le Geay, com quem aprendeu a clássica arquitetura francesa dos séculos XVII e XVIII. Foi eleito para a Academia Real de Arquitetura em 1762 e também designado arquiteto de Frederico II da Prússia, título honorário mas de grande prestígio. Entre 1762 e 1778, projetou várias residências particulares, entre as quais o Hotel Alexandre e o Hotel de Brunoy, em Paris. Junto com Claude Nicolas Ledoux foi um dos mais influentes arquitetos do neoclássico na França.

## Arquitetura: a arte de produzir
Para Étienne-Louis Boullée, é necessário que a arquitetura seja sinestésica, ou seja, que ela desperte um determinado tipo sentimento condizente com a função do edifício. Uma arquitetura que se baseando das emoções e das sensações poderia assim ser considerada uma boa obra. 
Em contraposto a Vitrúvio, Boullé entende a arquitetura para além do campo físico, pois antes de se erguer um edifício, precisa imaginá-lo, se pensá-lo. De acordo com ele, a arte da arquitetura deriva das experiências do homem com a natureza, pois todas as ideias e percepções derivam dela e não meramente surgem de uma pura invenção. Assim, ele aprofunda seus estudos nela, já que acredita que somente a análise das obras antigas não são suficientes para tal. Nesses estudos, ele se aprofunda nas questões das formas e dos volumes. Os regulares, ele observou a simetria, a regularidade e a variedade, e percebeu que a regularidade sozinha forma o volume. Já os irregulares, por terem muitos planos distintos, geram uma impressão de confusão, e assim ele compreendeu do porque o olhar é direcionado para essas formas regulares, porque elas são mais simples e mais ordenadas de se observarem.

### Estilo geométrico
Foi como teórico e professor da École Nationale des Ponts et Chaussées , entre 1778 e 1788 que Boullée causou impacto, desenvolvendo um estilo geométrico e abstrato, inspirado nas formas clássicas. Sua característica principal foi remover toda ornamentação desnecessária, aumentando as formas geométricas para uma escala imensa e repetindo elementos como colunas de forma colossal.
Boullée promoveu o conceito de fazer a arquitetura expressar seus propósitos, o que levou seus detratores a chamá-la de architecture parlante, mas que se tornou um dos elementos essenciais da arquitetura de Belas Artes no século XIX.
O melhor exemplo desse estilo foi o projeto de um cenotáfio para Isaac Newton, que teria a forma de uma esfera com 150 m de diâmetro firmemente incrustada numa base circular ornada com ciprestes. Embora nunca executado, esse projeto circulou entre os principais círculos profissionais da época. A grandiosidade em seus desenhos levou a que ele fosse caracterizado como visionário e megalomaníaco. Mas seu uso da luz e da sombra era inovador e influenciou arquitetos de várias épocas.